# Лох-Ойх
Лох-Ойх (англ. Loch Oich, /ˌlɒx ˈɔɪx/; гэльск. Loch Omhaich) — пресноводное озеро на Северо-Шотландском нагорье, составляющее часть Каледонского канала и являющееся наивысшей его точкой. Узкое озеро, находится между озером Лох-Несс (на северо-востоке) и озером Лох-Лохи (на юго-западе) в долине Глен-Мор. Озеро питает река Гарри (из Лох-Гарри) с запада, а из самого озера в северной оконечности вытекает река Ойх. Рядом с деревней Лагган озеро отделяется от Лох-Лохи. Наибольшая глубина — 47 м. Высота над уровнем моря — 32 м.
Живая природа области озера Лох-Ойх богата широким разнообразием рыб, амфибий, рептилий, птиц и млекопитающих.
Каждую осень атлантический лосось («Salmo salar») мигрирует из моря, используя Лох-Ойх, Лох-Лохи и Лох-Несс в качестве своих нерестилищ. Через два года, когда сеголетки достигают длины 20 см, они мигрируют обратно в море, где быстро растут и весят 3,5-17 кг уже через два года.
Томас Телфорд искусственно поднял уровень озера на много футов, чтобы обеспечить судоходность Каледонского канала.

## Колодец Семи голов
Высокий игловидный монумент на берегу озера Лох-Ойх рядом с шоссе А82 был воздвигнут в 1812 году Александром Ранальдсоном Макдонеллом. Он увенчан скульптурой руки, держащей кинжал, и семью отрубленными головами. На памятнике есть надпись на гэльском, английском, французском и латинском языках, которая описывает «быструю и страшную месть, которая по приказу лорда Макдоннелла и Аросса настигла тех, кто совершил подлое убийство семьи Кеппох, ветви могущественного и прославленного клана, главой которого был его светлость». В ней подробно рассказывается, как головы семи убийц были отрезаны ножом, омыты и затем представлены к ногам вождя Макдоннеллов в замке Инвергарри Монумент был перенесен на несколько ярдов от своего первоначального положения в 1930 году, когда перестраивали дорогу.
25 сентября 1663 года Александр, 13-й глава семьи Кеппох, влиятельных представителей семьи Мак-Дональдов, и его брат Рональд были убиты своими двоюродными братьями в драке в особняке Инша, недалеко от деревни Рой-Бридж. Убийцы были хорошо известны — Александр Макдональд и его шестеро сыновей из Инверлера. Лысый Иэн убедил сэра Джеймса из Данелма обратиться в тайный совет в Эдинбурге за письмами огня и меча, чтобы законно отомстить за их смерть. Семеро известных убийц были убиты и обезглавлены, их головы были омыты водами озера и доставлены в Эдинбург, где они были прикреплены к виселице между Лейтом и Эдинбургом. Эта история была подтверждена при раскопках кургана на землях Инверлера, где было найдено по меньшей мере семь обезглавленных тел.